# Stazione di Kenitra
La stazione di Kenitra è la stazione ferroviaria principale della città di Kenitra, in Marocco. È situata nel quartiere di Maâmoora in prossimità del centro cittadino e dell'ospedale regionale "Al Idrissi".

## Storia

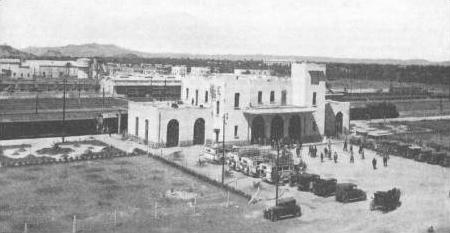
La stazione negli anni venti

La stazione di Kenitra nacque nel 1920 a 3 km a sud dell'antica stazione di Kenitra-Medina costruita nel 1913 dal generale francese Hubert Lyautey quando questi stabilì nella città la base di partenza della strada ferrata militare a scartamento ridotto(600 mm) per Salé e Fès e per Ouezzane dal 1922. 
Successivamente fu costruita la linea a scartamento normale tra Kenitra e Casablanca elettrificata dal 1931. Un bivio permise anche il collegamento della stazione a Sidi Kacem aumentandone l'importanza operativa.
Il raddoppio della tratta elettrificata Kenitra-Salé ha permessa l'istituzione, nel 1992, dei Train Navette Rapide (TNR) provenienti da Casablanca.
La stazione sarà dal 2013 il capolinea sud della relazione ad alta velocità Kenitra-Tangeri con una percorrenza di un'ora tra i due capolinea.

## Principali destinazioni e tempi di percorrenza
- Rabat: 28 minuti
- Sidi Kacem: 54 minuti
- Casablanca: 1h 35
- Fès: 2h 18
- Tangeri: 3h 05
- Marrakech: 4h 55
- Oujda: 7h 50

## Servizi a lunga percorrenza
Treni giornalieri nei due sensi:
- Fès (15 treni)
- Sidi Kacem (12 treni)
- Marrakech (9 treni)
- Tangeri (8 treni)
- Oujda (3 treni)

## Servizi TNR
La stazione svolge servizio TNR con 51 treni giornalieri nei due sensi Kénitra-Casablanca che servono le stazioni:
- Salé
- Rabat
- Bouznika
- Mohammedia
- Casa-Port